# جزيرة درسة
درسة هي جزيرة غير مأهولة من أرخبيل سقطرى اليمني، تحت إدارة محافظة أرخبيل سقطرى. مساحتها حوالي 10 كم². هي غير مأهولة بالسكان.
تسمى مع جزيرة سمحة المجاورة بالأخوين.